# 東澳洋流

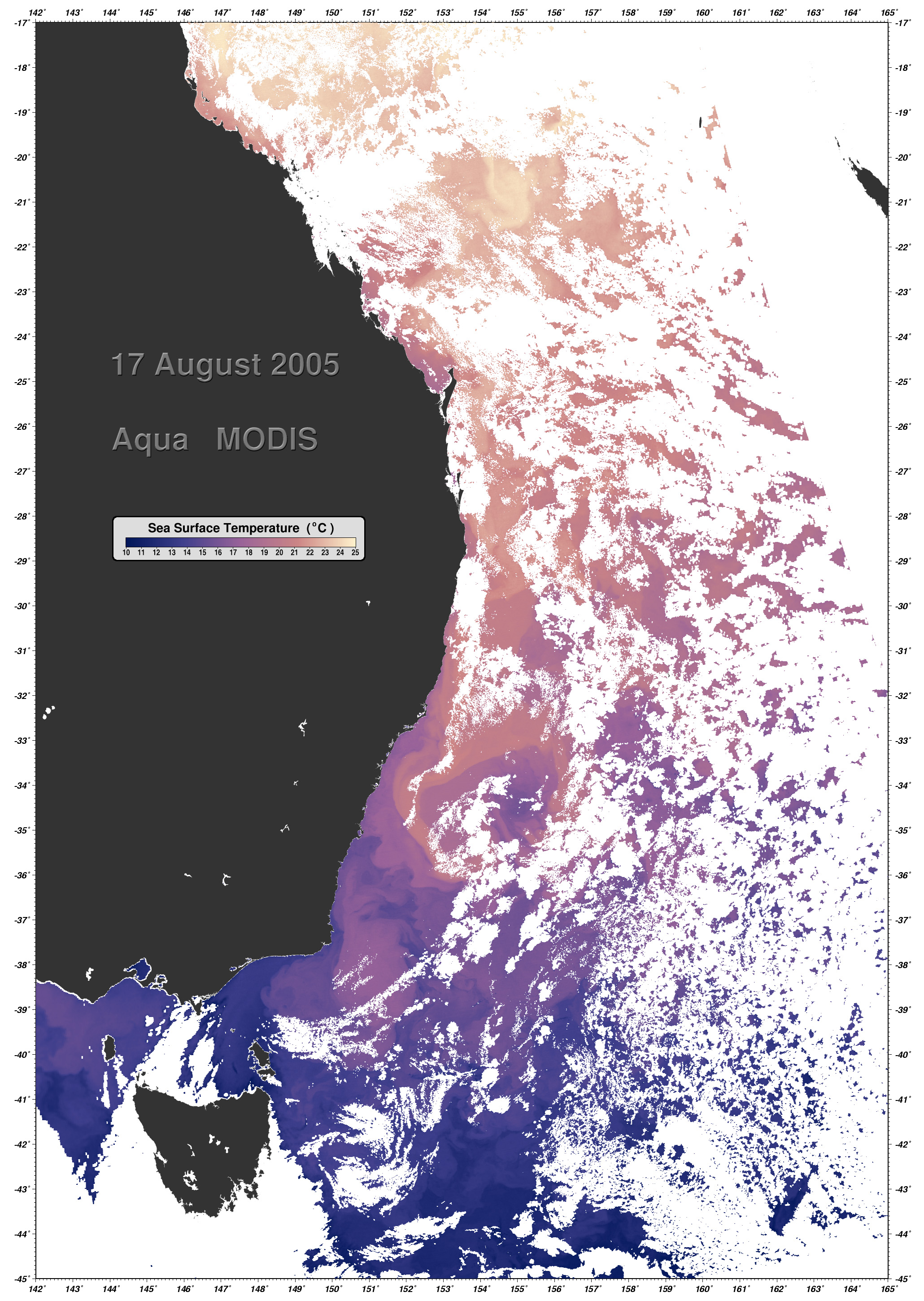
東澳洋流的熱剖面

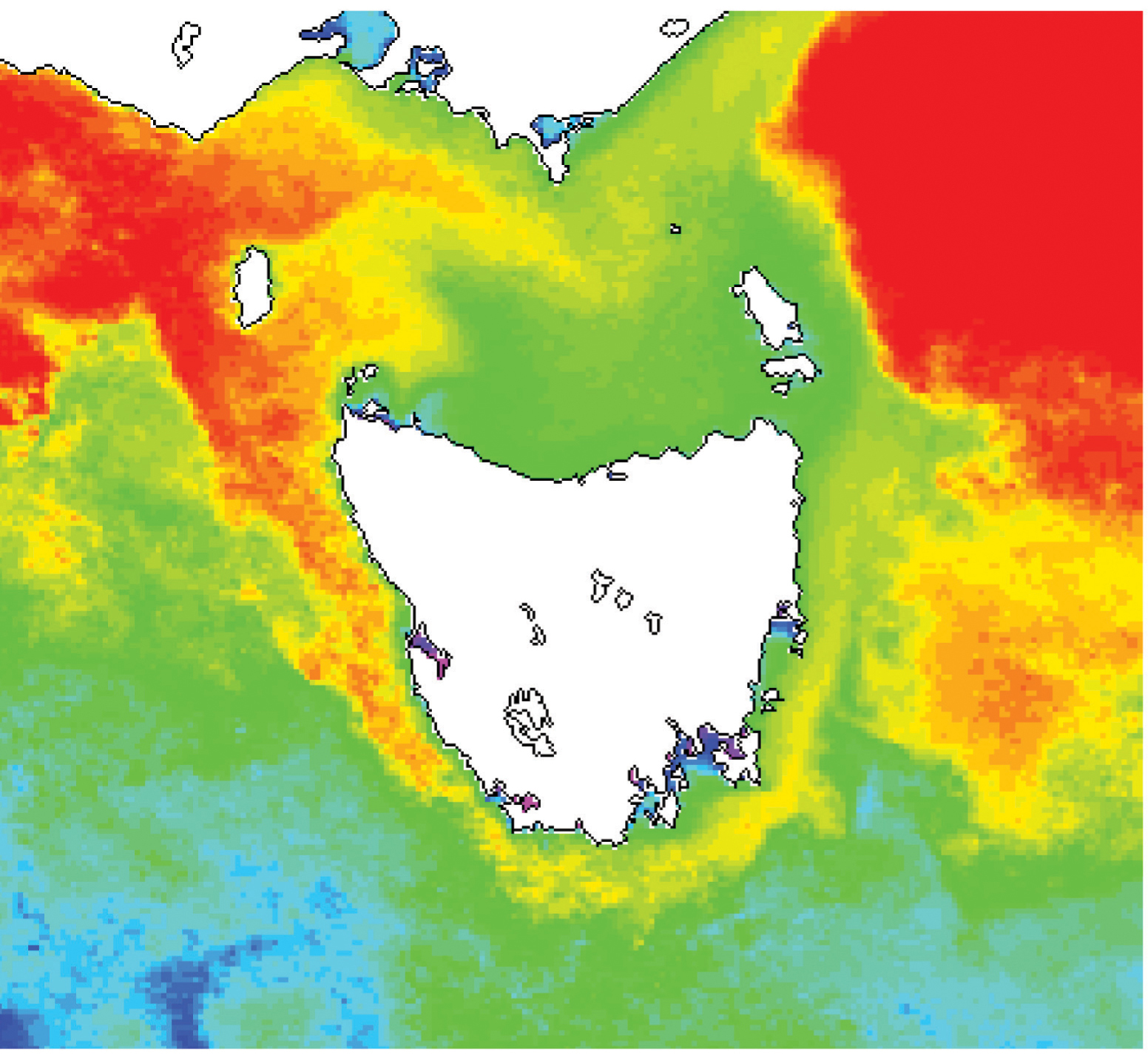
CSIRO NOAA 極地軌道衛星取得產生海面溫度影像的資料。(15天合成圖，顯示塔斯曼尼亞周圍的盧溫洋流延伸)

東澳洋流（英語：East Australian Current）是一股沿著澳洲東岸北邊流向南邊的洋流，夾帶溫暖的海水，是澳洲沿岸最大洋流。在某些大陸棚，海流時速最高可達 7 節，均值為 2 至 3 節。東澳洋流會在澳洲和紐西蘭之間的塔斯曼海形成漩渦，並將熱帶海洋生物帶往澳洲東南岸亞熱帶的區域。

## 外部連結
- 東澳洋流圖像 Archive.today的存檔，存档日期2007-08-23